# Salles-et-Pratviel
Salles-et-Pratviel is een gemeente in het Franse departement Haute-Garonne (regio Occitanie) en telt 128 inwoners (2005). De plaats maakt deel uit van het arrondissement Saint-Gaudens.

## Geografie
De oppervlakte van Salles-et-Pratviel bedraagt 2,1 km², de bevolkingsdichtheid is 61,0 inwoners per km².
De onderstaande kaart toont de ligging van Salles-et-Pratviel met de belangrijkste infrastructuur en aangrenzende gemeenten.

## Demografie
Onderstaande figuur toont het verloop van het inwonertal (bron: INSEE-tellingen).